# Na'vi (langue)
Le na'vi est une langue construite inventée pour la franchise cinématographique Avatar de James Cameron. Il s’agit de la langue des Na'vi, créatures humanoïdes indigènes de la lune Pandora.
Cette langue a été créée par Paul Frommer, un professeur de la Marshall School of Business (Californie) titulaire d'un doctorat en linguistique, également enseignant à l'université du Sud de la Californie. 